# Muzeum im. ks. Stanisława Staszica w Hrubieszowie
Muzeum im. ks. Stanisława Staszica w Hrubieszowie – muzeum położone w Hrubieszowie. Placówka jest jednostką organizacyjną powiatu hrubieszowskiego.
Placówka powstała w 1965 roku jako Muzeum Ziemi Hrubieszowskiej Towarzystwa Regionalnego Hrubieszowskiego. W rok później zostało upaństwowione, a w latach 1972–1999 funkcjonowało jako oddział Muzeum Okręgowego w Zamościu. Do 1972 roku jego siedzibą była nieistniejąca kamienica przy 3 Maja, następnie zostało przeniesione do dworku Du Chateau, gdzie funkcjonuje obecnie.
Na wystawę stałą muzeum składają się następujące stałe ekspozycje:
- archeologiczna, prezentująca pradzieje terenów Kotliny Hrubieszowskiej, począwszy od neolitu do średniowiecza. Prezentowane eksponaty pochodzą ze stanowisk archeologicznych m.in. w Gródku, Stefankowicach, Hrubieszowie-Podgórzu, Alojzowie, Czerniczynie, Łuszczowie, Masłomęczu, Wilkowie oraz Teptiukowie,
- historyczna, obejmująca okres dziejów Hrubieszowa od średniowiecza po drugą połowę XX wieku. Na wystawie prezentowane są m.in. militaria, numizmaty oraz zbiory związane z osobą Stanisława Staszica i dziejami założonego przez niego Towarzystwa Rolniczego Hrubieszowskiego,
- etnograficzna, obrazująca kulturę ludową i sztukę ludową Ziemi Hrubieszowszkiej. Eksponowane jest tu malarstwo i rzeźba twórców ludowych (Jan Pyra, Roman Gajewski, Stanisław Karulak), stroje ludowe oraz narzędzia i sprzęty codziennego użytku,
- sztuki, obejmująca galerię malarstwa Pawła Gajewskiego (portrety ziemian, sceny rodzajowe, martwe natury) oraz kilimy jego autorstwa.

Przy muzeum działa biblioteka, gromadząca zbiory dotyczące miasta i regionu oraz patrona muzeum.
Muzeum jest czynne codziennie. Wstęp jest płatny, z wyjątkiem sobót.